# Charles C. Comstock

Charles C. Comstock

Charles Carter Comstock (* 5. März 1818 in Sullivan, Cheshire County, New Hampshire; † 20. Februar 1900 in Grand Rapids, Michigan) war ein US-amerikanischer Politiker. Zwischen 1885 und 1887 vertrat er den Bundesstaat Michigan im US-Repräsentantenhaus.

## Werdegang
Charles Comstock besuchte die öffentlichen Schulen seiner Heimat. Im Jahr 1853 zog er nach Grand Rapids in Michigan, wo er in der Landwirtschaft und in der Holzverarbeitung arbeitete. Dabei spezialisierte sich auf die Herstellung von Möbeln und anderen Gebrauchsgegenständen aus Holz. Gleichzeitig begann er als Mitglied der Demokratischen Partei eine politische Laufbahn.
1863 und 1864 war er Bürgermeister der Stadt Grand Rapids. Im Jahr 1870 bewarb er sich erfolglos um das Amt des Gouverneurs von Michigan. 1873 trat er ebenso erfolglos bei einer Kongressnachwahl an. Zwischenzeitlich wechselte er zur kurzlebigen Greenback Party, für die er im Jahr 1878 wieder mit einer Kandidatur für den Kongress scheiterte. Bei den Kongresswahlen des Jahres 1884 wurde er dann als gemeinsamer Kandidat der Demokraten und der Greenback Party im fünften Wahlbezirk von Michigan in das US-Repräsentantenhaus in Washington, D.C. gewählt, wo er am 4. März 1885 die Nachfolge von Julius Houseman antrat. Da Comstock im Jahr 1886 auf eine weitere Kandidatur verzichtete, konnte er bis zum 3. März 1887 nur eine Legislaturperiode im Kongress absolvieren.
Nach seinem Ausscheiden aus dem US-Repräsentantenhaus zog sich Charles Comstock aus der Politik zurück und starb am 20. Februar 1900 in Grand Rapids. Er war zwei Mal verheiratet und hatte insgesamt sechs Kinder.